# Nyeu
Le nyeu (ou yeu, ou yoe) est une langue môn-khmer parlée en Thaïlande. Au nombre de 200, ses locuteurs habitent la province de Si Saket dans l'est du pays. 